# Liste der Kulturdenkmäler in Reipeldingen
In der Liste der Kulturdenkmäler in Reipeldingen sind alle Kulturdenkmäler der rheinland-pfälzischen Ortsgemeinde Reipeldingen aufgeführt. Grundlage ist die Denkmalliste des Landes Rheinland-Pfalz (Stand: 27. Juni 2022).

## Einzeldenkmäler
| Bezeichnung                        | Lage                  | Baujahr         | Beschreibung                                                                | Bild                           |
| ---------------------------------- | --------------------- | --------------- | --------------------------------------------------------------------------- | ------------------------------ |
| Katholische Filialkirche St. Maria | Gemeindekern 21a Lage | 19. Jahrhundert | nachbarocker Saalbau mit Giebeldachreiter, 19. Jahrhundert; mit Ausstattung | weitere Bilder Fotos hochladen |